# سیارک ۶۸۲۸
سیارک ۶۸۲۸ (به انگلیسی: 6828 Elbsteel، نامگذاری:1990VC1) شش هزار و هشتصد و بیست و هشتمین سیارک کشف شده‌است که در ۱۲ نوامبر ۱۹۹۰ کشف شد.
قدر مطلق سیارک برابر ۱۲٫۸۰ است.